# Ladislav Janiga
Ladislav Janiga (ur. 9 stycznia 1944 w Popradzie) – słowacki taternik, alpinista, narciarz wysokogórski, ratownik tatrzański i przewodnik tatrzański.
Ladislav Janiga uprawiał taternictwo od 1959 roku. Zawód ratownika tatrzańskiego podjął w 1971 roku, I klasę przewodnicką uzyskał w 1973 roku. Wspinał się także w innych pasmach górskich świata – w Alpach był w 1969 roku i na Kaukazie bywał w latach 1975, 1981 i 1982. Był członkiem kilku czechosłowackich wypraw alpinistycznych w najwyższe pasma górskie świata m.in. w Himalaje, Pamir i Andy. W latach 70. był jednym z najaktywniejszych taterników uprawiających narciarstwo wysokogórskie.